# Neopharnus fimbriatus
Neopharnus fimbriatus är en insektsart som beskrevs av Van Duzee 1910. Neopharnus fimbriatus ingår i släktet Neopharnus och familjen bärfisar. Inga underarter finns listade i Catalogue of Life.